# دانشگاه آنادولو
دانشگاه آنادولو (در زبان ترکی anadolu universitesi) یکی از اولین دانشگاه‌های بزرگ و مبتکر درون ترکیه می‌باشد. این دانشگاه ۱۲ دانشکده، ۷ کالج غیر هنری، ٤ كالج هنری، ۹ مؤسسه آموزشی و ۲۸مرکز تحقیقات را در خود جای داده که ازمیان آنها ۳ دانشکده به تحصیلات از راه دور(distance learning)اختصاص داده شده و ۹۳۰ هزار دانشجو از طریق آنها مشغول به تحصیل هستند.

## تاریخچه
ابتدا این دانشگاه در سال ۱۹۵۸ با عنوان آکادمی اقتصاد و علوم تجاری در شهر اسکی‌شهر بنا شد. امروز این دانشگاه به عنوان یکی از پویاترین و مبتکرترین دانشگاه‌های ترکیه به‌شمار می‌رود. ۸ درصد از جمعیت این شهر را دانشجویان تشکیل می‌دهد که رقمی بالغ بر ۶۰۰۰۰۰ نفر است. این شهر در فاصله ۵ساعتی از استانبول و ۳ ساعتی از آنکارا توسط راه‌های زمینی قرار دارد. به علاوه این شهر توسط خطوط را آهن به تمامی نقاط اصلی ترکیه نیز متصل است.
یونوس امره(yunus emre)، پردیس اصلی این دانشگاه می‌باشد که در مرکز شهر اسکی‌شهر واقع شده‌است، شهری که معروف به مرکزیت علمی و فرهنگی کشور ترکیه است.
تعدادی از دانشکده‌ها، هنرستان‌ها، مراکز فرهنگی و همچنین ساختمان مدیریت در این پردیس مستقر هستند.
دیگر قسمت‌ها مانند دانشکده‌های فنی و مهندسی، کالج‌های تربیت بدنی و ورزشی، کالج‌های هوانوردی غیرنظامی و دانشکده معماری در پردیس 
دیگر این دانشگاه به نام ایکی ای لول(iki eyl ul)قرار دارند که در مصافتی حدوداً ۵ دقیقه‌ای از مرکز ش(هر خودرو)  ل واقع است و فرودگاه ا‌سکشهیر نیز در همپردیسپوس قرار گر استفته.

## اهداف
این دانشگاه سیاست‌های خود را بر پایه ایجاد یک سیستم دانشجو محور پایه‌ریزی کرده‌است و مایل است بر روی دانشجویان متمرکزتر باشد، به‌صورتی که طی برنامه‌های اخیر دانشکده‌های این دانشگاه کاملاً بروز رسانی شده و با تکنولوژی روز هم خوانی دارند و سعی می‌شود به دانشجویان امکانات کافی تحقیقی داده شود.
از این رو زبان آموزشی این دانشگاه را سه زبان ترکی، آلمانی، انگلیسی تشکیل می‌دهد و دانشجویان حتماً در یک دوره فشرده از زبان انگلیسی شرکت می‌کنند.

## امکانات و استادان
دانشگاه انادولو بیش از ۱۸۰۰ کادر علمی دارد و در کنار استادان داخلی از استادان مطرح بین‌المللی متحرک در رشته‌های اقتصاد و تجارت بهره‌مند می‌شود.
در این دانشگاه علاوه بر امکانات تحصیلی امکانات رفاهی و فرهنگی مختلف نیز در اختیار دانشجویان می‌باشد و دانشجویان می‌توانند از فعالیت‌های گوناگون فرهنگی علمی نظیر کنسرتها و نمایشگاه‌های علمی و هنری متعدد در این دانشگاه استفاده کنند. همچنین به دانشجویان این فرصت داده می‌شود تا با چهره‌های معروف علمی، هنری و ادبی کشور ترکیه و جهان که برای بازدید از این دانشگاه دعوت شده‌اند دیدار و گفتگو به عمل آورند. این دانشگاه دارای امکانات ورزشی، زمین‌های تنیس و استخر سر پوشیده می‌باشدو امکانات بهداشتی درمانی نیز به دانشجویان درون دانشگاه ارائه می‌شود.

## دانشکده‌ها
دانشکده‌ها
- دانشکده داروسازی
- دانشکده علوم علوم انسانی
- دانشکده تربیت معلم
- دانشکده هنرهای زیبا
- دانشکده علوم پایه
- دانشکده حقوق
- دانشکده اقتصاد و علوم مدیریتی
- دانشکده علوم ارتباطات
- دانشکده مدیریت بازرگانی
- دانشکده فنی و مهندسی و معماری

کالج‌ها
- کالج تربیت بدنی و علوم ورزشی
- کالج موسقی و تئاتر
- کالج هنرهای صنعتی
- کالج آموزش توان بخشی
- کالج هوانوردی غیرنظامی
- کالج علوم گردشگری و هتل داری
- کالج زبانهای خارجی